# Piotrowo Drugie
Piotrowo Drugie (prononciation : [pjɔˈtrɔvɔ ˈdruɡʲɛ]) est un village polonais de la gmina de Czempiń dans le powiat de Kościan de la voïvodie de Grande-Pologne dans le centre-ouest de la Pologne.
Il se situe à environ 7 kilomètres au nord-ouest de Czempiń (siège de la gmina), à 10 kilomètres au nord de Kościan (siège du powiat) et à 28 kilomètres au sud-ouest de Poznań (capitale régionale).
Le village possédait une population de 79 habitants en 2011.

## Histoire
De 1975 à 1998, le village faisait partie du territoire de la voïvodie de Poznań.

Depuis 1999, Piotrowo Drugie est situé dans la voïvodie de Grande-Pologne.